# Колдвел (Арканзас)
Колдвел (енгл. Caldwell) град је у америчкој савезној држави Арканзас.

## Демографија
По попису из 2010. године број становника је 555, што је 90 (19,4%) становника више него 2000. године.
| Група             | 2000.       | 2010.       |
| Белци             | 382 (82,2%) | 431 (77,7%) |
| Афроамериканци    | 70 (15,1%)  | 81 (14,6%)  |
| Азијати           | 7 (1,5%)    | 3 (0,5%)    |
| Хиспаноамериканци | 3 (0,6%)    | 34 (6,1%)   |
| Укупно            | 465         | 555         |